# Darío Gigena
Darío Alberto Gigena (Arroyito, 21 de janeiro de 1978), também conhecido como Darío Gigena ou Gigena, é um ex-futebolista argentino que atuava como atacante.

## Carreira
Surgiu para o futebol no Belgrano em 1996. Em seu primeiro ano como profissional, marcou 16 gols.
No ano seguinte, foi negociado com o Rayo Vallecano, mas pouco apareceu no clube espanhol e assim, após a temporada 1997/1998, retornou à Argentina, repatriado pelo Unión Santa Fé. Foi o goleador da equipe na temporada, com 12 gols.
Conquistou seu maior título, a Copa Conmebol, com a equipe argentina Talleres em 1999 tendo, inclusive, marcado um gol na final contra o CSA. No Talleres, trabalhou com o treinador Ricardo Gareca.
Chega a Ponte Preta para a disputa do Campeonato Brasileiro e contribui de maneira significativa com gols pontuais criando grande identificação com a torcida por sua entrega em campo e maneira efusiva de comemorar os gols utilizando uma máscara de macaco (símbolo do time). Marca pela Ponte Preta em grandes estádios, como o Maracanã.
Ficou famoso no futebol brasileiro por ter feito três gols pela Ponte Preta em um Derby Campineiro, em 11 de outubro de 2003, no qual seu time ganhou do Guarani por 3x1. O jogador usou uma máscara de gorila para comemorar os gols. Havia 60 anos que um jogador não anotava um hat-trick em um Derby Campineiro, sendo Átis, o último a conseguir tal proeza em 1953. O feito o transformou em herói da torcida pontepretana.
Na primeira passagem do argentino pela Ponte, foram 7 gols em 21 partidas.
No segundo semestre de 2007, foi contratado pelo Fortaleza para jogar a Série B, mas foi embora antes mesmo de estrear.
Em 2008, foi Campeão Chileno com o Everton, sendo inclusive titular no segundo jogo das finais contra o Colo Colo. No Everton, teve como companheiro de equipe o ex-goleiro do Corinthians Jhonny Herrera.
Em 2010, atuou no Universitário, do Peru, onde marcou uma vez em 15 jogos.
Após anos passando em vários clubes pela América do Sul, Gigena assina novamente contrato com a Ponte Preta até o final de 2011 à pedido da torcida que o tem como um dos maiores ídolos da história do clube. Em 21 de maio de 2011, foi apresentado à torcida no intervalo do jogo contra o ASA de Arapiraca no qual a Ponte venceu por 5x0. Fez parte do elenco que conquistou o acesso à elite.
Em 2012, foi para a equipe argentina Sarmiento de Leones e, depois, encerrou a carreira.

## Títulos
Talleres
- Copa Conmebol: 1999

Everton
- Campeonato Chileno: 2008 (Apertura)